# Xucheng
Xucheng (kinesiska: 徐城) är ett stadsdelsdistrikt i sydöstra Kina. Det är centralorten i Xuwen härad i staden Zhanjiang i provinsen Guangdong, omkring 450 kilometer sydväst om provinshuvudstaden Guangzhou. Antalet invånare vid folkräkningen 2020 var 119 069.